# Brisas de Zarcero
Brisas es uno de los distritos del cantón de Zarcero, en la provincia de Alajuela, de Costa Rica.

## Historia
Brisas fue creado el 24 de abril de 1998 por medio de Decreto Ejecutivo 26942-G.

## Geografía
Brisas cuenta con un área de 17,85 km² y una altitud media de 1842 m s. n. m.

## Demografía
Para el año 2022, Brisas cuenta con una población estimada de 2602 habitantes, y para el último censo efectuado, en 2011, Brisas contaba con una población de 2001 habitantes.

## Localidades
- Cabecera: Santa Rosa
- Poblados: Ángeles, Brisa, Legua.

## Transporte

### Carreteras
Al distrito lo atraviesan las siguientes rutas nacionales de carretera:
- Ruta nacional 141